# 1167 Dubiago
1167 Dubiago là một tiểu hành tinh nằm ngoài cùng của vành đai chính bay quanh Mặt Trời. Nó được phát hiện bởi Evgenii Fedorovich Skvortsov ngày 3 tháng 8 năm 1930. Tên ban đầu của nó là 1930 PB.